# Unruhen in Kenia 2007/2008
Die politischen Unruhen in Kenia 2007/2008 begannen am 30. Dezember 2007, am Tag der Veröffentlichung der offiziellen Ergebnisse zur Präsidentschaftswahl vom 27. Dezember, und fanden ihr vorläufiges Ende am 28. Februar 2008, als eine Einigung zwischen den beiden Konfliktparteien erzielt wurde. Bei den Unruhen wurden in Kenia schätzungsweise über 1.500 Menschen getötet. 623.692 Menschen mussten vor den Gewalttätigkeiten fliehen. 
Nachdem der bereits zuvor amtierende Präsident Mwai Kibaki zum Gewinner der Wahl erklärt wurde, erhob sich großer Protest seitens der Oppositionspartei ODM. Ihr Präsidentschaftskandidat Raila Odinga erklärte, dass er das Wahlergebnis nicht anerkennen werde, da es gefälscht sei.

## Ablauf

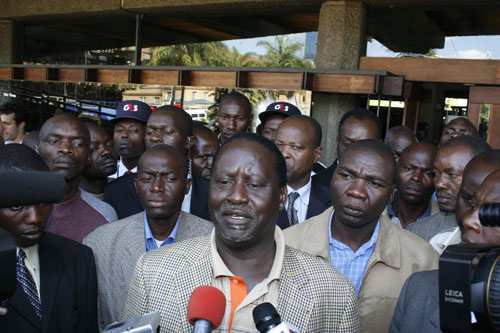
Raila Odinga spricht mit Medienvertretern (30. Dezember 2007)

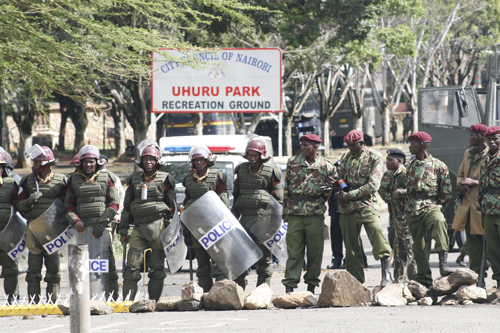
Polizei hält die Opposition von Kundgebungen im Uhuru Park ab (16. Januar 2008)

Bei den Wahlprognosen und vorläufigen Ergebnissen war Oppositionsführer Odinga noch knapp führend. Durch die lange Auszählungszeit von drei Tagen entstanden erste Unruhen, da man befürchtete, Kibaki würde die Wahl manipulieren. Nachdem Kibaki dann zum Sieger erklärt und rasch vereidigt wurde, verhängte der Minister für Innere Sicherheit eine nationale Nachrichtensperre. Das Wahlergebnis wurde umgehend von mehreren internationalen Wahlbeobachtern angezweifelt.
Sehr bald entwickelte sich der Konflikt zu einer Auseinandersetzung zwischen Volksgruppen, wobei vor allem Angehörige der Kikuyu attackiert wurden, zu denen auch Präsident Mwai Kibaki gehört. Die blutigsten Auseinandersetzungen gab es dabei im Bereich des großen Grabenbruches, dem südlichen Teil der Provinz Rift Valley, wo Kikuyu seit der Unabhängigkeit des Landes in größerem Stil angesiedelt wurden. Mit der Zeit entwickelte sich eine wachsende Radikalisierung bei Minderheiten beider Volksgruppen, der Kikuyu und der Luo, was zum Beispiel besonders den radikalen Flügeln der Mungiki-Sekte zugutekam. 
- Am 22. Januar 2008 traf der ehemalige Generalsekretär der Vereinten Nationen Kofi Annan als Vermittler zwischen Odinga und Kibaki in Kenia ein.
- Am 30. Januar wurde von beiden Seiten der Beschluss gefasst, eine friedliche Lösung zu finden.
- Am 1. Februar wurde zwischen den beiden Parteien unter Vermittlung von Annan ein Friedensplan beschlossen, demnach das Beenden der Gewalt, die Wiederherstellung eines humanitären Umfelds und die Lösung der politischen Krise innerhalb von 15 Tagen, die Beseitigung von Ungerechtigkeiten und Diskriminierungen innerhalb eines Jahres erreicht werden sollte.
- Am 12. Februar zog das Auswärtige Amt seine Reisewarnung für ganz Kenia zurück und warnte nun nur noch vor Reisen in die akut von gewalttätigen Ausbrüchen gefährdeten Gebiete, wie das Rift Valley, die Provinzen Western, Nyanza und die Städte Eldoret, Kakamega, Kisumu, Nakuru und Naivasha.
- Am 15. Februar verkündete der Vermittler Kofi Annan, dass sehr bald eine Einigung der beiden Konfliktparteien und somit eine Beilegung der Krise erfolgen solle. Innerhalb eines Jahres sollte eine neue Verfassung und eine Reform des Wahlrechts ausgearbeitet werden.
- Am 17. Februar rief der US-amerikanische Präsident George W. Bush bei seiner Afrikareise dazu auf, eine friedliche Lösung für den Konflikt in Kenia zu suchen.
- Am 19. Februar bekam die afrikanische Friedensnobelpreisträgerin, Politikerin und Umweltaktivistin Wangari Maathai von der Gruppierung Mungiki Morddrohungen. Amnesty International und die örtliche Polizei leiteten Schutzmaßnahmen ein.[1]
- Am 21. Februar sah der Vermittler Annan „Licht am Ende des Tunnels“, da sich eine Machtteilung der beiden Konfliktparteien als endgültige Lösung abzeichne.
- Nachdem am 25. Februar die offizielle Schätzung der Polizei zur Anzahl der bisherigen Todesopfer, infolge der Unruhen, auf über 1.500 gestiegen war, sahen sich die beiden Konfliktparteien in einer politischen Sackgasse. Laut Schätzungen der Polizei befanden sich nun mehr als 300.000 Menschen auf der Flucht.
- Kofi Annan verließ am 2. März Kenia. Seine Aussage vor der Abreise lautete: „Es liegt noch ein langer Weg vor uns. Wir wollen, dass Kenia wieder das alte Kenia wird: stabil, friedlich, wohlhabend und gastfreundlich.“[2]

### Ergebnisse
Am 28. Februar einigten sich beide Seiten auf die Bildung einer Koalitionsregierung. Durch diese Machtteilung erhofften sich Regierung und Opposition einen dauerhaften Frieden in Kenia. Zudem sollten nach und nach jegliche Ungleichheiten innerhalb der Bevölkerung abgebaut bzw. stark reduziert werden.

## Aufarbeitung

### Vorwürfe gegen die Regierung
Der Nachrichtendienst BBC wollte am 5. März 2008 erfahren haben, dass die Regierung Mitglieder der radikalen Mungiki-Sekte beauftragt hatte, Angehörige der Kikuyu vor Übergriffen seitens der Luo zu schützen. Laut nicht näher genannten Quellen fanden Treffen zwischen der Regierung und Sektenmitgliedern in der offiziellen Residenz des Präsidenten statt. Seitens der Regierung wurden diese Vorfälle bestritten und jeglicher Kontakt mit den Mungiki verurteilt.

### In Kenia
Eine richterliche Untersuchungskommission bezifferte im Herbst 2010 die Opferzahlen auf 1.271 Tote und 623.692 Flüchtlinge. Eine versiegelte Liste mutmaßlicher Hauptverantwortlicher wurde dem Chefankläger des Internationalen Strafgerichtshofs (IStGH) übergeben.

### Internationaler Strafgerichtshof
Am 15. Dezember 2010 forderte Chefankläger Luis Moreno Ocampo das Gericht auf, insgesamt sechs Personen aus beiden Lagern vorzuladen, da sie mutmaßlich Verbrechen gegen die Menschlichkeit begangen hätten. Es handelt sich im Lager des Kibakis um Polizeichef Mohamed Hussein Ali, der die Polizeieinsätze leitete, Finanzminister und Vizepremierminister Uhuru Kenyatta, Sohn des kenianischen Staatsgründers und mutmaßlicher Organisator der Mungiki, und Francis Muthaura, Leiter des öffentlichen Dienstes. Auf Seiten von Odinga sollten Bildungsminister William Ruto, der verschiedene Kalenjin-Milizen organisiert haben sollte, Industrieminister Henry Kosgey, ebenfalls wegen der Organisation von Milizen, und der Journalist Joshua arap Sang vom Radiosender „Kass FM“, der über den Radiosender rassistische Hetze betrieben haben sollte.
Uhuru Kenyatta bestritt, die Verbrechen begangen zu haben, und Francis Muthaura bezeichnete sie als „Unsinn“, „unfair“ und „ungerechtfertigt“.
Das kenianische Parlament forderte die Regierung in einem fast einstimmig angenommenen Beschluss auf, von dem Römischen Statut des Internationalen Strafgerichtshofs Abstand zu nehmen. Die Regierung wollte im März 2011 dazu eine Entscheidung treffen. Laut Umfragen waren 68 Prozent der Kenianer für eine Untersuchung durch den Internationalen Strafgerichtshof. Am 26. Januar 2011 fand in Nairobi in diesem Sinne eine Kundgebung statt.
Am 23. Januar 2012 ließ der IStGH die Klage gegen den Finanzminister und Stellvertretenden Ministerpräsident Uhuru Kenyatta, dem Chef der zivilen Verwaltung und Vorsitzende des nationalen Sicherheitsrates Francis Mutaura, den früheren Bildungsminister William Ruto und den Journalisten Joshua Arap Sang zu. Die Anträge auf eine Klage gegen den ehemaligen Industrieminister Henry Kosgey und den ehemaligen Polizeichef Mohammed Hussein Ali wurden mangels Beweisen abgelehnt.